# Sopotnice
Sopotnice (en allemand : Schindeldorf) est une commune du district d'Ústí nad Orlicí, dans la région de Pardubice, en République tchèque. Sa population s'élevait à 968 habitants en 2024.

## Géographie
Sopotnice se trouve à 8 km au nord-est de Brandýs nad Orlicí, à 11 km au nord-nord-ouest d'Ústí nad Orlicí, à 41 km à l'est-nord-est de Pardubice et à 137 km à l'est de Prague.
La commune est limitée par Potštejn au nord, par Česká Rybná et Hejnice à l'est, par České Libchavy et Velká Skrovnice au sud, et par Polom à l'ouest.

## Histoire
La fondation du village n'est pas consignée par écrit, mais elle est liée aux débuts de la construction des châteaux de Litice nad Orlici et de Potštejn par la famille Půtic de Plzeň, à l'époque de la colonisation extensive de la seconde moitié du XIIIe siècle . La localité est mentionnée pour la première fois en 1356.

## Galerie

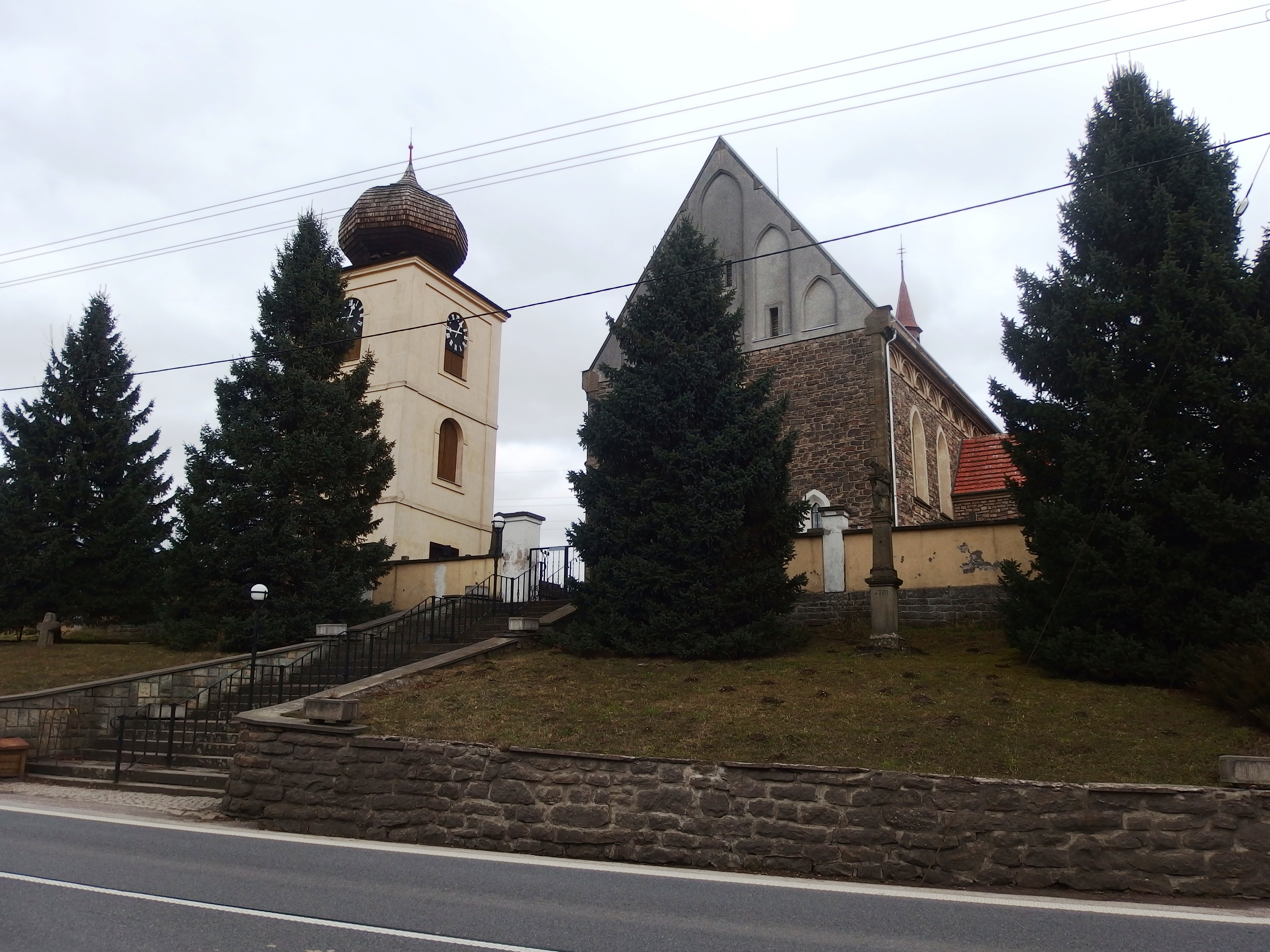
Église Saint-Sigismond.
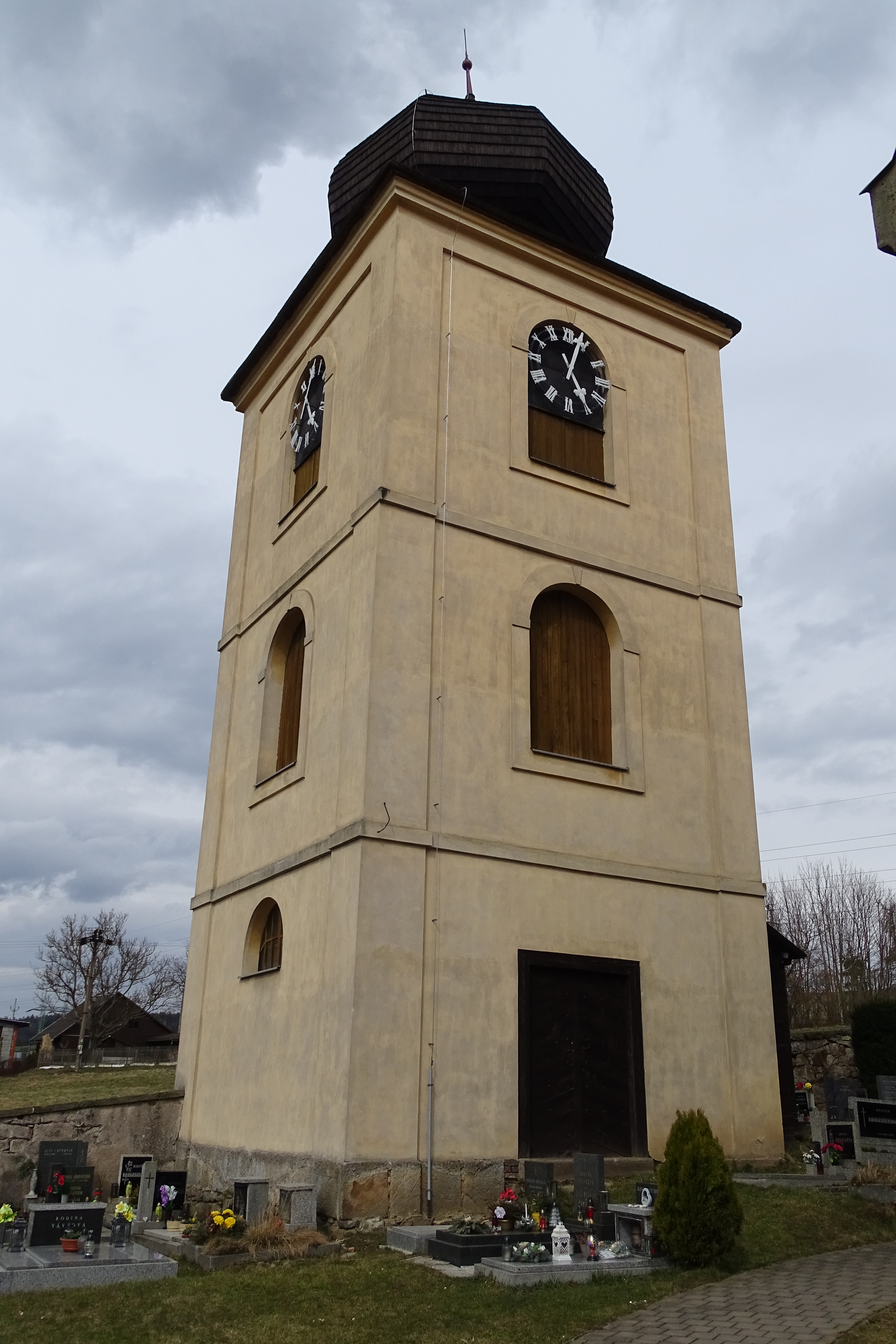
Clocher de l'église.

## Transports
Par la route, Sopotnice trouve à 8,5 km de Vamberk, à 11 km d'Ústí nad Orlicí, à 57 km de Pardubice et à 167 km de Prague. 